# Mihail Dumitrescu
Mihail Dumitrescu (n. 8 august 1922, Slatina, Județul Olt, România) a fost un agronom, legumicultor și profesor universitar român, recunoscut pentru contribuțiile sale în dezvoltarea legumiculturii românești în ultimele patru decenii ale secolului XX. A fost un pionier al tehnologiilor pentru culturile protejate, autor a peste 250 de publicații, incluzând manuale, tratate și monografii precum „Îndrumătorul fermierului legumicol” și „Producerea legumelor”. A ocupat poziții de conducere la Institutul de Cercetări Horticole și Institutul de Cercetări pentru Legumicultură și Floricultură Vidra, fiind distins cu Premiul Academiei Române „Gheorghe Doja” și premii ale Societății Române a Horticultorilor.

## Biografie

### Copilărie și educație
Mihail Dumitrescu s-a născut la 8 august 1922 în Slatina, Județul Olt, într-o familie din orașul natal al agronomilor Petre S. Aurelian și Pană Buescu. A urmat școala primară la „Ștefan Protopopescu” din Slatina (1928–1932) și liceul la „Radu Greceanu” (1932–1940). În 1940, s-a înscris la Facultatea de Agronomie București, obținând în 1945 diploma de inginer agronom cu specializarea „Industrializarea produselor agricole”.

### Carieră profesională
După absolvire, în 1945, Mihail Dumitrescu a fost angajat ca inginer șef de fabricație la stațiunile de industrializare a produselor horticole Voinești și Dobreni. În 1946, a revenit la Facultatea de Agronomie București, ocupând funcția de șef de secție, apoi director adjunct la Ferma didactică Petroșani, județul Vlașca, unde a coordonat practica studenților. În 1948, a fost numit asistent la Catedra de Legumicultură a Institutului Agronomic „N. Bălcescu” București, promovând rapid la șef de lucrări (1949) și conferențiar (1950). A predat „Legumicultură generală” și a coordonat lucrări practice până în 1957.
În 1957, odată cu înființarea Institutului de Cercetări Horticole (ICHV), a fost numit șef al Departamentului de Legumicultură, părăsind temporar activitatea didactică. În 1967, a devenit șef al Secției de Cercetare la Institutul de Cercetări pentru Legumicultură și Floricultură Vidra, Ilfov, funcție deținută până la pensionare, în 1987. A contribuit la dezvoltarea tehnologiilor pentru culturile protejate, coordonând cercetări la Vidra și alte stațiuni.
După pensionare, a fost profesor universitar la Universitatea Ecologică București (1991–1994) și consilier tehnic la SC UNISEM SA București (din 1996), fiind activ și la 80 de ani. Din 1996, a fost redactor-șef al revistei „Hortinform”, promovând tehnologii agricole pentru fermieri.
A efectuat stagii de documentare în Bulgaria (1956, 1964, 1972), Ungaria (1966, 1970), SUA (1967, 1971), Iugoslavia, Italia, Austria (1968), Franța, Elveția (1976), Anglia și Belgia (1970), preluând tehnologii avansate pentru legumicultura românească.

### Familie
Nu există informații disponibile despre familia lui Mihail Dumitrescu.

## Activitate științifică
Mihail Dumitrescu a fost un lider al legumiculturii românești, cu contribuții în cercetare, management și implementarea tehnologiilor. A publicat peste 250 de lucrări, incluzând 52 de comunicări științifice, 126 de articole, 33 de broșuri tehnice, 17 manuale, 16 tratate tehnice, 4 tratate pentru învățământul superior și 2 monografii. Cercetările sale s-au axat pe:
- Industrializarea produselor agricole: A studiat valorificarea legumelor și fructelor, publicând lucrări precum „Aspecte cu privire la consumul și vânzările de legume și fructe în stare proaspătă din cinci orașe” (1974).
- Fertilizarea culturilor legumicole: A dezvoltat tehnologii pentru nutriția cu NPK, composturi și epoci de plantare, cu lucrări precum „Dinamica nutriției cu NPK a tomatelor cultivate în diferite sisteme de îngrășare” (1962).
- Combaterea buruienilor: A fost pionier în utilizarea erbicidelor, publicând „Cercetări privind combaterea pe cale chimică a buruienilor din culturile de legume” (1980).
- Culturi protejate: A promovat serele și solariile cu folie de polietilenă, substanțele bioactive și cultura pe spalier înalt, cu lucrări precum „Rezultate privind comportarea tomatelor cultivate în sere acoperite cu polietilenă” (1962).

A coordonat proiecte pentru extinderea serelor la Popești-Leordeni, Ișalnița, Arad, Oradea și Dumbrăveni, contribuind la atingerea a 28.000 ha de culturi protejate în România. A obținut două brevete de invenție: pentru compuși electromagnetici la încolțirea semințelor și pentru soiul de fasole „Bogdana”.

## Lucrări
Mihail Dumitrescu a publicat lucrări esențiale pentru legumicultura românească, dintre care:
- Pătlăgelele roșii și pătlăgelele vinete (1955), Editura Agrosilvică.
- Legumicultura (1957–1958, cu I. Maier, Gh. Bulboacă), Editura Agrosilvică.
- Îndrumătorul fermierului legumicol (1972), Editura Ceres.
- Tehnologia producerii răsadurilor de legume (1975), Editura Ceres.
- Tehnologia producerii semințelor și a materialului săditor la plantele legumicole (1977), Editura Ceres.
- Tehnologia culturii principalelor legume de câmp (1978), Editura IPBT Timișoara.
- Producerea legumelor (1998), Editura Artprint.
- Memorator horticol (1997), Editura Artprint.

A colaborat cu Ion Maier, Gh. Bulboacă, Eugenia Bălan și alți cercetători.

## Premii și recunoaștere
- Premiul „Gheorghe Doja” al Academiei Române pentru „Cartea președintelui GAC” (1957).
- Premiul Societății Române a Horticultorilor pentru „Tehnologia culturii principalelor legume de câmp” (1983).
- Premiul Societății Române a Horticultorilor pentru „Producerea legumelor” (1998).
- Premiul AGIR pentru „Memorator horticol” (1998).
- Diploma de Excelență a Societății Române a Horticultorilor.
- Ordine și medalii de stat pentru contribuția la legumicultură.

## Recunoaștere internațională
Mihail Dumitrescu a reprezentat legumicultura românească în stagii de documentare:
- Bulgaria (1956, 1964, 1972).
- Ungaria (1966, 1970).
- SUA (1967, 1971).
- Iugoslavia, Italia, Austria (1968).
- Franța, Elveția (1976).
- Anglia, Belgia (1970).

## Contribuții suplimentare

### Proiecte educaționale
A predat la Institutul Agronomic „N. Bălcescu” (1948–1957) și Universitatea Ecologică București (1991–1994), elaborând manuale precum „Horticultura. Cultura plantelor legumicole” (1965) și tratate pentru învățământul superior.

### Cercetare și mentorat
A coordonat echipe de cercetare la ICHV și Vidra, colaborând cu Ion Maier, Ștefan Coman și alți specialiști. A promovat tehnologii moderne, precum folia de polietilenă și substanțele bioactive.

### Infrastructură legumicolă
A contribuit la proiectarea și extinderea serelor și solariilor, sprijinind centre legumicole precum Vidra și Ișalnița. A fost redactor-șef al revistei „Hortinform” (din 1996), diseminând cunoștințe practice.